# KK Dubrava
KK Dubrava ist ein Basketballverein aus dem Zagreber Stadtteil Dubrava, Kroatien.
Zurzeit spielt der Verein in der kroatischen ersten Liga (A-1 Liga).

## Geschichte
KK Dubrava ist neben KK Zagreb, KK Cedevita und Cibona Zagreb der vierte Verein aus Zagreb in der ersten kroatischen Liga. 
Als der Verein 1976 von einigen Basketball-Liebhabern gegründet wurde, waren seine Erfolge (Mitglied der 1. Liga und Teilnehmer an internationalen Wettbewerben) nicht abzusehen.
Zehn Jahre lang spielte KK Dubrava in den unteren Ligen, bis man 1986 mit Platz 3 bei der Staatsmeisterschaft der Junioren in Split den ersten größeren Erfolg erzielen konnte. Ein Jahr später wurde der Verein sogar Meister bei den Junioren.
Die Seniorenmannschaft schaffte in der Saison 1988/1989 den Aufstieg in die erste kroatische Liga (entsprach damals der 2. Liga Jugoslawiens).
Nach dem Bürgerkrieg und der folgenden Unabhängigkeit wurde in Kroatien eine neue Liga gegründet. KK Dubrava wurde in der A2-Liga eingegliedert. Bei der Erweiterung der Liga zur Saison 1993/1994 durfte man in die A1-Liga aufsteigen, in der der Verein (mit Ausnahme der Saison 2005/2006) bis heute spielt.
Von 1993 bis 1996 trug der Verein den Sponsoren-Namen Benson (Hauptsponsor aus der Tabakindustrie). In diesem Zeitraum gelang dem KK Dubrava in der Saison 1995/1996 der Sprung auf die europäische Bühne. 
Zwischen 1999 und 2002 trug der Verein den (Sponsoren-)Beinamen DONA. Der Absprung des Hauptsponsors führte nach großen Schwierigkeiten zum Abstieg 2005, dem der direkte Wiederaufstieg 2006 folgte. 
Trotz aller Probleme pflegt KK Dubrava weiterhin eine gute Jugendarbeit.
Siehe auch: Basketball in Kroatien